# IC 4290
IC 4290 — компактная вытянутая галактика типа SBb в созвездии Гидра. Прямое восхождение — 13 час 35 минут и 19.6 секунды. Склонение -27° 07' 36". Видимые размеры — 1,60' × 1,3'. Видимая звёздная величина — 13,4. Поверхностная яркость — 14,0 mag/arcmin2. Этот объект входит в число перечисленных в оригинальной редакции нового общего каталога.